# Motor Wankel
El motor Wankel és un motor de combustió interna, inventat per Felix Wankel, que fa servir rotors en compte dels pistons dels motors convencionals. Wankel va continuar la seva recerca en la base de la feina dels catalans Baradat i Esteve.
Wankel va concebre el seu motor rotatiu el 1924 i va rebre la seva patent el 1929. Durant els anys 1940 en va millorar el disseny. Es va fer un considerable esforç en el desenvolupament de motors rotatius en els 1950 i els 1960. Eren particularment interessants per funcionar d'una manera suau, silenciosa i fiable, per la simplicitat del disseny. Hi ha hagut altres intents de crear un motor rotatiu, com el motor Baradat-Esteve català, que no va sortir de l'estadi de prototip.

## Funcionament

Animació del funcionament del motor Wankel.

Un motor rotatiu o Wankel funciona d'una manera completament diferent als motors convencionals.
En un motor alternatiu, el mateix volum (cilindre) efectua successivament quatre diferents treballs: admissió, compressió, combustió i escapament. En un motor Wankel es desenvolupen els mateixos quatre temps però en llocs diferents de la carcassa o bloc; és a dir, és com tenir un cilindre dedicat a cada un dels temps, amb el pistó que es mou contínuament d'un a altre. Més concretament, el cilindre és una cavitat amb forma de 8, dintre del qual hi ha un pistó triangular que fa un gir de centre variable. Aquest pistó comunica el moviment rotatori a un cigonyal que es troba a l'interior, i que gira ja amb un centre únic.
De la mateixa manera que un motor de pistons, el rotatiu empra la pressió creada per la combustió de la barreja aire-combustible. La diferència rau en el fet que aquesta pressió està continguda en la cambra formada d'una banda del recinte i segellada per un dels costats del rotor triangular (que en aquest tipus de motors reemplaça als pistons).
El rotor segueix un recorregut en el qual manté els seus tres vèrtex en contacte amb l'allotjament, delimitant així tres compartiments separats de barreja. A mesura que el rotor gira dintre de la càmera, cadascun dels tres volums s'expandeixen i contreuen alternativament; és aquesta expansió-contracció la qual succiona l'aire i el combustible cap al motor, comprimeix la barreja, extreu la seva energia expansiva i l'expel·leix cap a l'escapament.

## Avantatges
- Menys peces mòbils: El motor Wankel té menys peces mòbils que un motor alternatiu de 4 temps. Això implica en una major fiabilitat.

- Suavitat de marxa: Tots els components d'un motor rotatiu giren en el mateix sentit, en lloc de patir les constants variacions de sentit a les quals està sotmès un pistó. Estan equilibrats internament amb contrapesos giratoris per a suprimir qualsevol vibració. Fins i tot el lliurament de potència es desenvolupa de forma més progressiva, atès que cada etapa de combustió dura 90° de gir del rotor i al seu torn com cada volta del rotor representa tres voltes de l'eix, cada combustió dura 270° de gir de l'eix, és a dir, ¾ de cada volta; comparin-lo amb un motor mono-cilíndric, on cada combustió transcorre durant 180° de cada 2 revolucions, o sigui ¼ de cada volta del cigonyal.

- Menor velocitat de rotació: Atès que els rotors giren a ⅓ de la velocitat de l'eix, les peces principals del motor es mouen més lentament que les d'un motor convencional, augmentant la fiabilitat.

- Menors vibracions: Atès que les inèrcies internes del motor són molt petites (no hi ha bieles, ni volant d'inèrcia, ni recorregut de pistons), només les petites vibracions en l'excèntrica es fan presents.

## Desavantatges
- Emissions: És més complicat (encara que no impossible) ajustar-lo a les normes d'emissions contaminants actuals.[6]
- El manteniment és més car, com que és un producte rar
- Consum: L'eficiència termodinàmica (relació consum-potència) minva per la forma allargada de la cambra de combustió i la baixa relació de compressió.[6]
- Difícil estanquitat: és molt difícil aïllar cadascuna de les tres seccions del cilindre en rotació, que han de ser estanques les unes de les altres per a un bon funcionament. A més es fa necessari canviar el sistema d'estanquitat cada sis anys aproximadament, pel seu fort desgast.
- Sincronització: La sincronització dels diferents components del motor ha de ser molt bona per a evitar que l'explosió de la barreja s'iniciï abans que el pistó rotatiu es trobi a la posició adequada. Si això no passa, la ignició empentarà en sentit contrari al desitjat, el que pot danyar el motor.

## Història

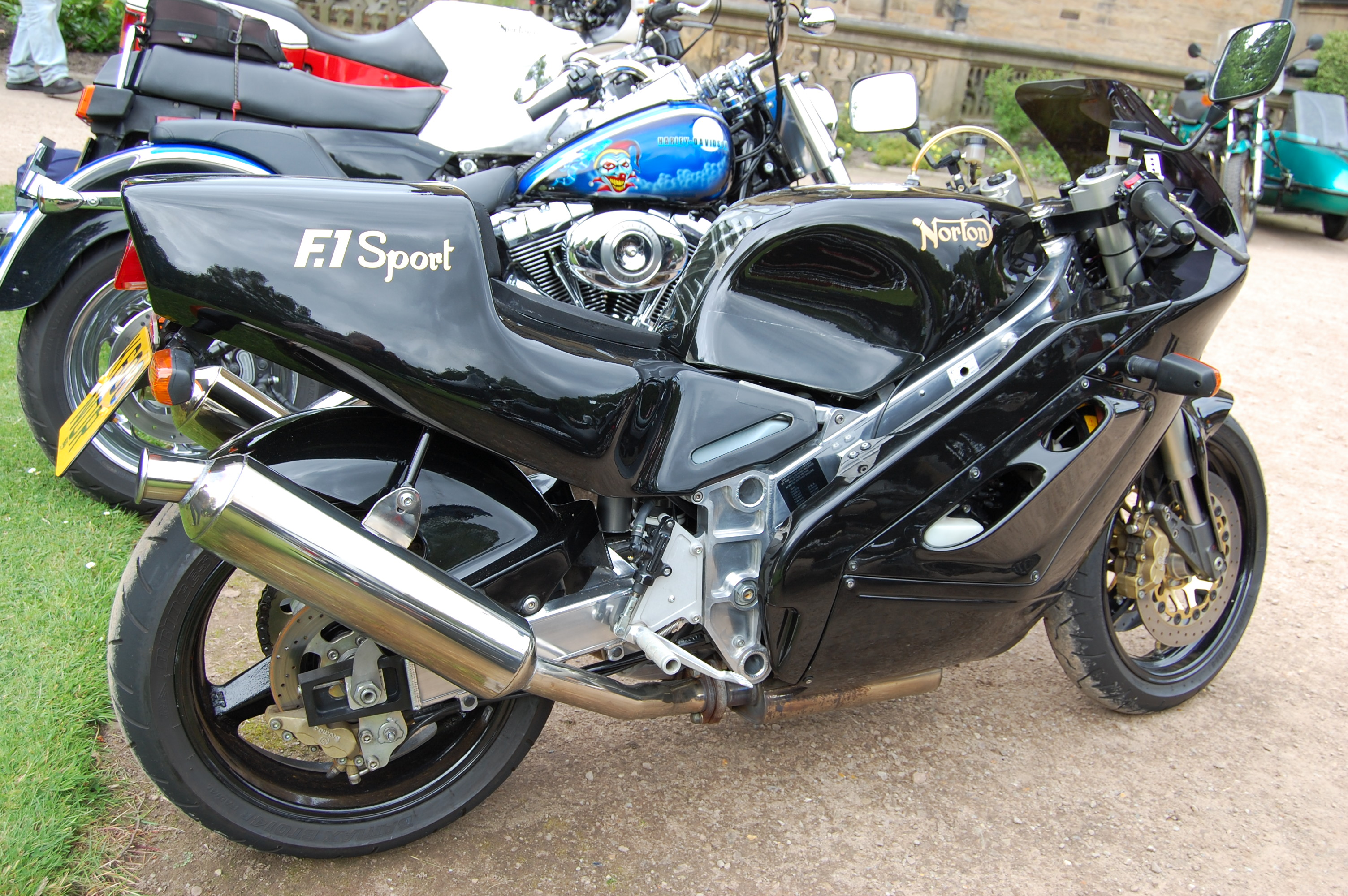
Norton F1 Sport. Porta un motor rotatiu Wankel.

El primer fabricant de motocicletes a fer servir motors rotatius Wankel va ser Sachs. El 1974, la firma va llançar la primera motocicleta equipada amb un d'aquests motors, la Hercules Wankel 2000 (comercialitzada al mercat britànic, com a DKW Wankel 2000).
A Gran Bretanya, Norton Motorcycles va desenvolupar el 1984 un motor Wankel per a motocicletes, que va ser inclòs a la Norton Commander (1988-1992); Suzuki també va fabricar una moto la RE-5 (1974-76). John Deere, als Estats Units, va invertir molt la recerca de motors rotatius i va dissenyar una versió que era capaç d'utilitzar diversos combustibles sense haver de canviar el motor. El disseny va ser proposat com sistema motor per a uns vehicles de combat de la Marina nord-americana a la darreria de la dècada de 1980.

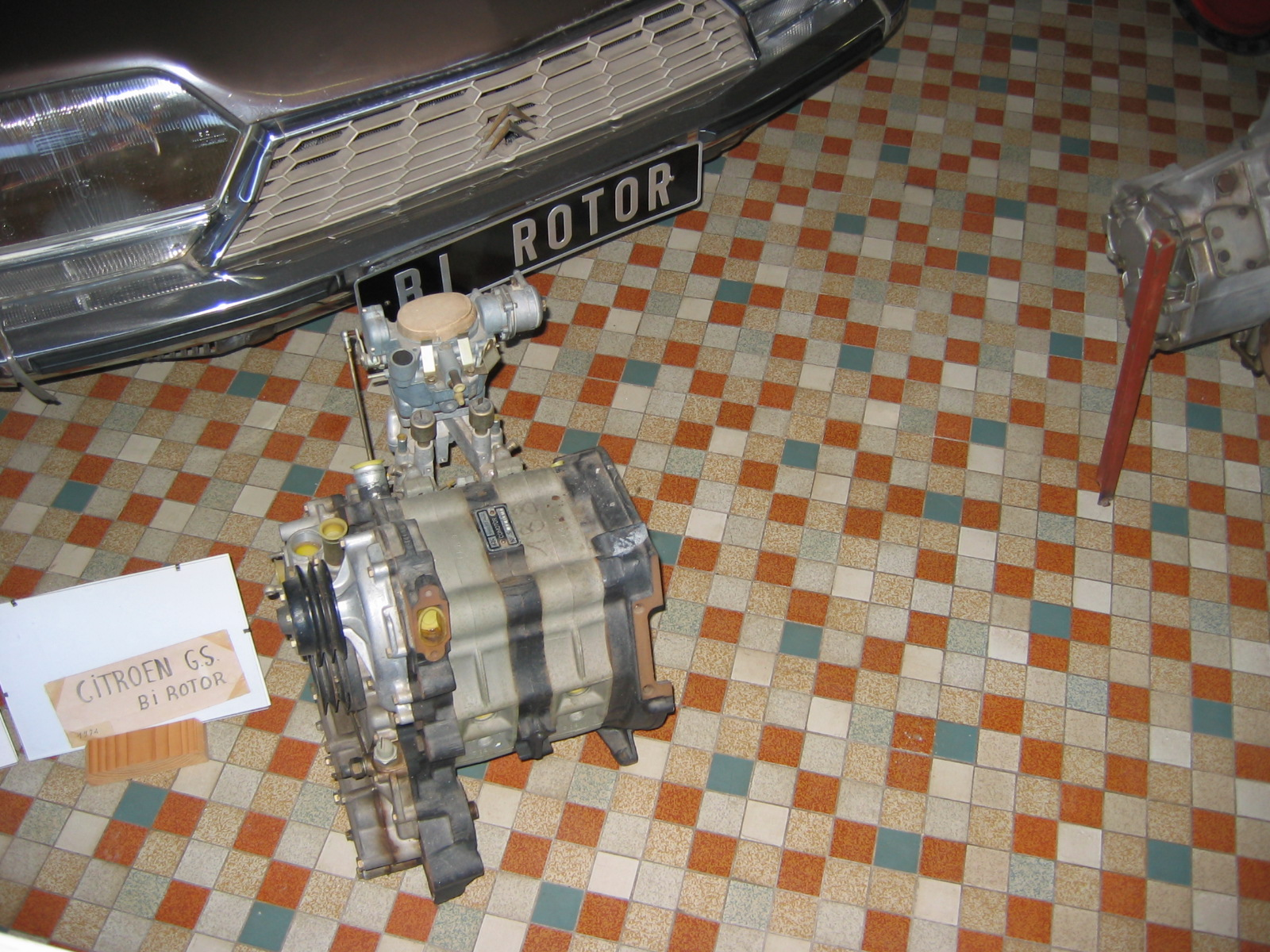
Cos del motor de dos cilindres rotatius wankel, equipant el Citroën GS bi-rotor, model de 1973 amb una vida molt curta per causes com ara el consum elevat.

La companyia japonesa Mazda va ser la única que ha fet un major ús de motors Wankel en autos. La joint venture Comotor (1967-77) compartida per NSU amb el seu Ro 80 i Citroën amb el GS Birotor és una excepció efímera. Hi ha haguts uns intents fracassats d'Audi, General Motors o Mercedes-Benz.
Després de molts anys de desenvolupament, Mazda va llançar els primers cotxes amb motors Wankel al començament dels anys 1970. Encara que molts clients adoraven aquests cotxes, especialment per la seva suavitat, van tenir la mala sort de ser posats a la venda en una època de grans esforços per a reduir les emissions i augmentar l'estalvi de combustible (crisis del petroli, 2a crisi del petroli). Mazda va abandonar el Wankel gairebé totalment en el disseny dels cotxes generalistes, excepte per al seu mític esportiu RX-7 que va sortir de l'assortiment l'agost de 2002. El 2003, va tornar a utilitzar un motor Wankel amb el RX-8 que tenia una nova versió atmosfèrica birrotor, teòricament més fiable i amb menors consums tant de combustible com de lubricant.
En el món de les carreres, Mazda ha obtingut un èxit substancial amb els seus motors de dos i quatre rotors, i corredors privats han aconseguit també uns successos considerables amb cotxes Mazda equipats amb motors Wankel, tant originals com modificats. Al 1991 el motor Wankel va arribar a un dels seus millors moments en competició, quan va guanyar les 24 hores de Le Mans amb el prototip Mazda - 787B que tenia un motor de quatre rotors i 2622cc de cilindrada. El 2023 va tornar amb un cotxe familiar híbrid amb un motor rotatiu que acciona el generador.